# Oldsum
Oldsum (nordfrisisk Olersem) er en landsby og kommune beliggende i den nordøstlige del af øen Før i Nordfrisland i det vestlige Sydslesvig. Administrativt hører kommunen under Nordfrislands kreds i delstaten Slesvig-Holsten i det nordlige Tyskland. 
Kommunen består af de tre byer Oldsum, Klintum (nordfrisisk Klantem) og Toftum (nordfrisisk Taftem), og samarbejder på administrativt plan med andre kommuner på Før og Amrum i Før-Amrum kommunefællesskab (Amt Föhr-Amrum).
Oldsum er første gang nævnt 1463 som Vluersum. Oldsum var i 1600-tallet en stor hvalfangerby, hvor også den kendte hvalfangerkommandør Matthias Petersen boede. Oldsum var også hjemstavn for kunstneren Oluf Braren, som var repræsentant for naivismen. I den danske tid indtil 1864 hørte Oldsum under Vesterland-Før og dermed som kongerigsk enklave direkte under Kongeriget Danmark. I kirkelig henseende hører landsbyen under Sankt Laurentii Sogn.

## Galleri
- Oldsum mølle
- Friserhuset i Oldsum